# Jussy (Aisne)
Jussy település Franciaországban, Aisne megyében. Lakosainak száma 1186 fő (2022. január 1.). Jussy Clastres, Flavy-le-Martel, Frières-Faillouël, Mennessis, Montescourt-Lizerolles, Remigny és Saint-Simon községekkel határos.

## Népesség
A település népességének változása:
| Lakosok száma | 1094 | 1194 | 1247 | 1250 | 1219 | 1232 | 1260 | 1252 | 1252 | 1186 |
|               | 1968 | 1982 | 1990 | 2006 | 2013 | 2015 | 2017 | 2019 | 2020 | 2022 |